# Подвести под монастырь
Подвести под монастырь — идиома, обозначающая действие, которое поставило кого-то другого в трудную ситуацию, обычно в форме серьёзных, часто необратимых, неприятностей от третьей стороны, наказания.
Так, в сказке «Лиса и волк» волк, который последовал совету лисы о ловле рыбы и в результате примёрз ко льду, был бит и спасся только ценой оторванного хвоста, говорит лисе: «Подвела ты меня, сестра, под монастырь».
Это экспрессивное (и необычное по форме) выражение имеет отрицательные коннотации и употребляется в разговорной речи на русском, украинском и (реже) белорусском языках.

## Происхождение
Обычно считается образовавшимся в русском языке («собственно-русское»), хотя М. В. Жуйкова утверждает, что идиома вошла в русский и белорусский языки через заимствование из украинского.
Предложено много вариантов объяснения происхождения выражения:
- В. И. Даль упоминает «подвести деда под монастырь» в смысле «убить короля тузом» во время карточной игры[8]. В. М. Мокиенко и Т. Г. Никитина приводит то же выражение с пояснением «поставить карту под убой»[9];
- намёк на пожизненную ссылку в монастырь, частую практику XVII века, когда это выражение было зафиксировано впервые в записях фольклора[2];
- для людей в очень тяжёлой жизненной ситуации имелся выход в виде ухода в монастырь[5];
- во время нападения врагов, русские проводники якобы подводили неприятеля к стенам монастырей, превращённых в крепости, и противник оказывался в ловушке. Жуйкова отмечает, что это объяснение противоречит отрицательной оценке, передаваемой идиомой, свою успешную военную хитрость естественно было бы оценивать положительно [10];
- в случае издевательств со стороны мужа женщина могла попытаться найти защиту у духовных властей, которые имели право послать мужа в монастырь[11] «в смирение» на полгода-год. Жуйкова отмечает, что на практике в монастыре в XVI—XVII веках в случае семейных конфликтов оказывалась женщина, и навсегда — для мужчины это был способ завести вторую жену. Изредка решением синода (уже в XVIII веке) женщину помещали в монастырь для спасения от мужа[12];
- Жуйкова связывает возникновение идиомы с нищенством, ведь нищие собирали милостыню именно под стенами монастырей[13]: в монастырь уходили для пострижения, под монастырь — попрошайничать[14]. В украинских источниках XIX века встречаются выражения «с протянутой рукой идти под монастырь»[15], «завела их под монастырь лихая доля», обозначающие состояние крайней бедности[16].

Жуйкова также отмечает, что использование предлога «под» противоречит вариантам объяснения, которые требуют расположения внутри монастыря и тем самым предлога «в».